# 11. december
11. december je 345. dan leta (346. v prestopnih letih) v gregorijanskem koledarju. Ostaja še 20 dni.

## Dogodki
- 1792 – Francoska revolucija: Konvent začne sojejnje proti Ludviku XVI.
- 1937 – Italija izstopi iz Društva narodov
- 1941:
  - Tretji rajh in Italija napovesta vojno ZDA
  - japonske enote se izkrcajo na južni obali Luzona
- 1946 – ustanovljen UNICEF
- 1981 – odstavljen argentinski predsednik Roberto Eduardo Viola
- 1994 – Rusija napade Čečenijo
- 2001 – vključitev Kitajske v Svetovno trgovinsko organizacijo

## Rojstva
- 1475 – Giovanni di Lorenzo de' Medici - Leon X., papež italijanskega rodu († 1521)
- 1756 – Anton Tomaž Linhart, slovenski pesnik, dramatik, zgodovinar († 1795)
- 1781 – sir David Brewster, škotski fizik, pisatelj († 1868)
- 1803 – Louis Hector Berlioz, francoski skladatelj († 1869)
- 1810 – Alfred Louis Charles de Musset, francoski pesnik, dramatik († 1857)
- 1843 – Heinrich Hermann Robert Koch, nemški bakteriolog, nobelovec 1905 († 1910)
- 1856 – Georgij Valentinovič Plehanov, ruski filozof, marksist († 1918)
- 1863 – Annie Jump Cannon, ameriška astronomka († 1941)
- 1873 – Josip Plemelj, slovenski matematik († 1967)
- 1882 – Max Born, nemško-britanski matematik, fizik, nobelovec 1954 († 1970)
- 1902 – Harald Kreutzberg, nemški plesalec, koreograf († 1968)
- 1911 – Nagib Mahfuz, egiptovski pisatelj, nobelovec 1988 († 1988)
- 1912 – Carlo Ponti, italijanski producent († 2007)
- 1918 – Aleksander Isajevič Solženicin, ruski pisatelj, zgodovinar, nobelovec 1970 († 2008)
- 1931 – Ronald Dworkin, ameriški filozof († 2013)
- 1931 – Osho, indijski mistik in guru († 1990)
- 1936 – Hans van den Broek, nizozemski politik
- 1943 – John F. Kerry, ameriški pravnik in politik
- 1953 – Arno Ehret, nemški rokometaš
- 1958 – Janko Ferk, avstrijski pravnik, znanstvenik in pisatelj
- 1962 – Ben Browder, ameriški filmski in televizijski igralec
- 1969 – Višvanatan Anand, indijski šahist
- 1974 – Gete Vami, etiopska atletinja
- 1981 – Javier Saviola, argentinski nogometaš

## Smrti
- 1241 – Ögedej, mongolski veliki kan, tretji Džingiskanov sin (* 1186)
- 1282 –

- Llywelyn Zadnji, valižanski princ (* 1220)
- Mihael VIII. Paleolog, bizantinski cesar, ustanovitelj dinastije Paleologov (* 1223)

- 1784 – Anders Johan Lexell, švedsko-ruski astronom, matematik (* 1740)
- 1796 – Johann Daniel Titius, nemški astronom, fizik, biolog (* 1729)
- 1875 – Štefan Pinter, slovenski pesnik in vaški sodnik na Gornjem Seniku v Porabju (* 1832)
- 1915 – Anton Bezenšek, slovenski jezikoslovec in slavist (* 1854)
- 1918 – Ivan Cankar, slovenski pisatelj, pesnik, dramatik (* 1876)
- 1933 – Georges Friedel, francoski kristalograf (* 1865)
- 1937 – Hajk Bžiškjan, častnik ruske carske vojske (* 1887)
- 1941 – 
  - Charles Émile Picard, francoski matematik (* 1856)
  - Edward Śmigły-Rydz, poljski politik, državnik in maršal Poljske (* 1886)
- 1945 –

- Števan Kovatš, madžarski evangeličanski duhovnik, senior, zgodovinar, pisatelj(* 1866)
- Charles Fabry, francoski fizik (* 1867)

- 1950 – Leslie John Comrie, novozelandski astronom, računalnikar (* 1893)
- 1952 – Joža Lovrenčič, slovenski pesnik, pisatelj (* 1890)
- 1964 – Alma Mahler, avstrijska pianistka (* 1879)
- 1965 – Pavel Karlin, slovenski pisatelj in prevajalec (* 1899)
- 1971 – Maurice McDonald, ameriški poslovnež (* 1902)
- 1973 – Ciril Debevec, slovenski gledališki igralec, gledališki režiser (* 1903)
- 1978 – Vincent du Vigneaud, ameriški biokemik, nobelovec 1955 (* 1901)
- 2008 – Albin Planinc, slovenski šahist (* 1944)
- 2012 – Ravi Shankar, indijski glasbenik in skladatelj (* 1920)

## Prazniki in obredi
- mednarodni dan gora